# アンニャ・ブラント
アンニャ・ブラント（Anja Brandt、女性、1990年2月15日 - ）は、ドイツの元バレーボール選手。ハンブルク出身。元ドイツ代表。

## 来歴
2009年、ドイツ代表に初選出される。2010年のワールドグランプリから本格的に代表でプレーする。2013年に地元で開催された欧州選手権で銀メダルを獲得した。

## 球歴
- 欧州選手権 - 2013年（2位）
- ワールドグランプリ - 2010年（9位）、2013年（11位）

## 所属クラブ
- シュヴェリーンSC（2009-2017年）